# Tompkinsville (Kentucky)
Tompkinsville is een plaats (city) in de Amerikaanse staat Kentucky, en valt bestuurlijk gezien onder Monroe County.

## Demografie
Bij de volkstelling in 2000 werd het aantal inwoners vastgesteld op 2660.
In 2006 is het aantal inwoners door het United States Census Bureau geschat op 2657, een daling van 3 (-0.1%).

## Geografie
Volgens het United States Census Bureau beslaat de plaats een oppervlakte van
10,0 km², waarvan 9,5 km² land en 0,5 km² water. Tompkinsville ligt op ongeveer 268 m boven zeeniveau.

## Plaatsen in de nabije omgeving
De onderstaande figuur toont nabijgelegen plaatsen in een straal van 32 km rond Tompkinsville.